# Roberto Bolle
Roberto Bolle (* 26. března 1975, Casale Monferrato, Itálie) je italský baletní tanečník, jedna z hvězd současného světového baletu. Je sólistou Amerického baletního divadla v New Yorku. Pravidelně hostuje také s Královským baletem Royal Opera House v londýnské Covent Garden a s Baletem divadla La Scala v Miláně.

## Život a baletní kariéra
Roberto Bolle se narodil ve městě Casale Monferrato v oblasti Piemont v severozápadní Itálii. Ve svých 11 letech nastoupil do baletní školy v milánské La Scale. V 15 letech si ho vybral Rudolf Nurejev do baletní role Tadzia v Brittenově opeře Smrt v Benátkách; La Scala jej však neuvolnila.
V roce 1994 se ve svých 19 letech stal členem baletního souboru a o dva roky později sólovým tanečníkem baletu La Scaly. Od roku 1998 se pustil na dráhu volného umělce a v Divadle La Scala působil jako stálý host. Roku 2000 zahájil rolí v Labutím jezeře baletní sezónu v londýnské Covent Garden. U příležitosti 75. narozenin Maji Plisecké vystoupil v Moskevském Velkém divadle. Při příležitosti výroční slavnosti královny Alžběty II. vystoupil roku 2002 v Buckinghamském paláci.
V průběhu sezony 2003/2004 povýšil na hlavní hvězdu souboru (étoile). Tančil s Královským baletem, Anglickým národním baletem, Národním baletem Kanady, Stuttgartským baletem a Finským národním baletem. Vystoupil v představeních Dona Quijota a Šípkové Růženky v Pařížské opeře, roku 2003 při příležitosti 300. výročí Petrohradu v tamním Mariinském divadle, v prosinci 2005 v představení Sylvie vysílaném BBC z Covent Garden. V únoru 2006 vystoupil sólově na zahajovacím ceremoniálu Zimních olympijských her v Turíně. Taneční roli ztvárnil např. i ve Verdiho Aidě, kterou v La Scale režíroval roku 2006 Franco Zeffirelli.
V roce 2007 poprvé vystoupil s newyorským Americkým baletním divadlem a roku 2009 u něj získal stálé angažmá předního sólisty. S ním pak odehrál role Albrechta v Giselle, Armanda v Dámě s kaméliemi, rytíře Des Grieux v Manon, Oněgina ve stejnojmenném baletu, Romea v Romeovi a Julii, prince Siegfrieda v Labutím jezeře, Aminta v Sylvii ad.
Poprvé v roce 2008 vystoupil s projektem „Roberto Bolle and Friends“ s podtitulem „večer hvězd a skvělého baletu“, který zahrnuje výběrová baletní vystoupení s dalšími populárními tanečníky a tanečnicemi (např. i s českými tanečními dvojčaty Jiřím a Ottou Bubeníčkem). Ta se konají s masovou návštěvností na pro balet netradičních místech, pod širým nebem, např. roku 2012 ve Veronské aréně.
V roce 2010 vzbudila pozornost médií (zejména bulvárních) netradiční moderní inscenace klasického baletu Giselle v Divadle San Carlo v Neapoli, v níž Bolle na chvíli tančil zcela nahý. V roce 2011 ve spolupráci s Massachusettským technologickým institutem pořídil digitalizovaný trojrozměrný záznam svého tance. Podle vlastního vyjádření jej oslovil Darren Aronofsky pro účast při natáčení filmu Černá labuť s Natalií Portmanovou, ale kvůli závazkům v divadle odmítl.

## Dílo

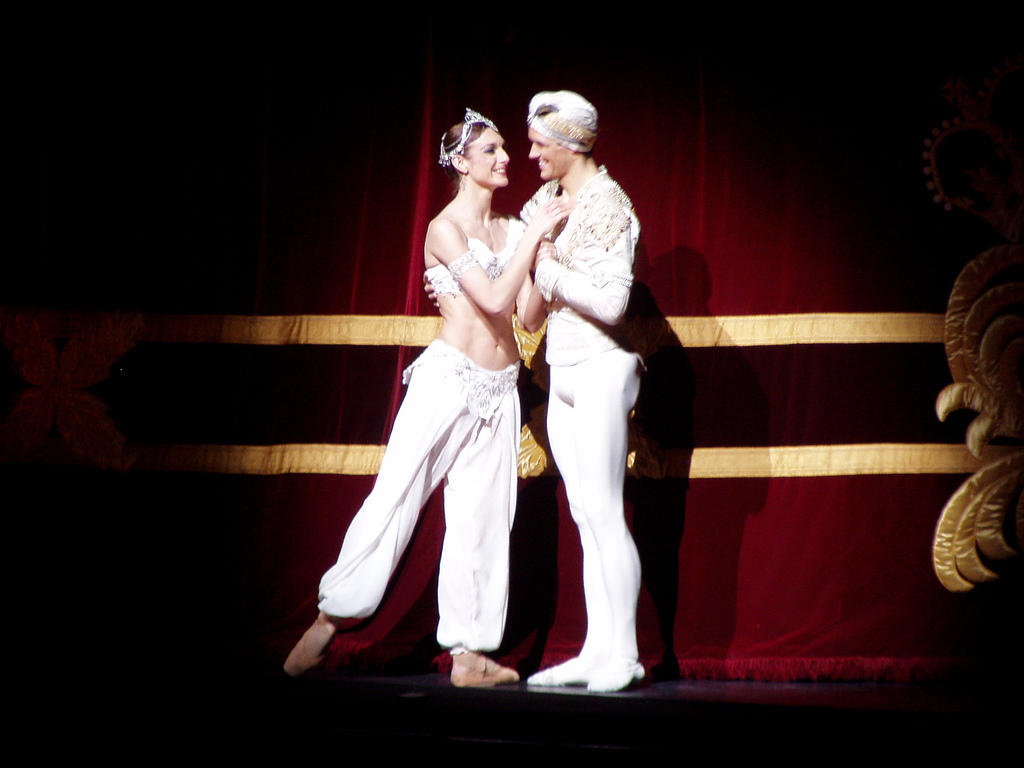
Roberto Bolle v Bajadéře (r. 2007)

Repertoár Roberta Bolleho zahrnuje hlavní role v baletních dílech jako Šípková Růženka, Popelka, Labutí jezero, Louskáček, Don Quijote, Bajadéra, Oněgin, Giselle, Romeo a Julie, Margarita a Armand, Sylfidy a další.
Při své výšce 188 cm je mezi baletními tanečníky poměrně vysoký, což sám uznal za náročné pro udržení ladných skoků. Ku příkladu roku 2007 byl v recenzi newyorského představení Manon popsán jako „tanečník s proporcemi řeckého boha a mužnou intenzitou, a současně s kočičím půvabem a nádhernou linií“. Jiná recenze uvádí, že „není superstar podle virtuozních standardů“, má však „vizáž filmové hvězdy“, „vyzařuje znatelnou skromnost“ a „je vynikajícím, citlivým partnerem“. O dva roky později jej deník New York Times v dalším článku označil za „naprosto úžasnou italskou hvězdu, jak vzhledově, tak tanečně“.

### Nahrávky
Roberto Bolle účinkoval v řadě představení, z nichž byly pořízeny a vydány nahrávky. Mezi ně patří:
Balety
- Luigi Manzotti – Excelsior (La Scala, 2002): Marta Romagna, Riccardo Massimi, Roberto Bolle (sólisté), Orchestr, sbor a balet divadla La Scala, David Coleman (dirigent), Ugo Dell'Ara (choreografie). TDK, 2003 a Arthaus Musik, 2010
- Petr Iljič Čajkovskij – Swan Lake (La Scala, 2004): Svetlana Zakharova, Roberto Bolle (sólisté), Orchestr, sbor a balet divadla La Scala, James Tuggle (dirigent), Vladimir Burmeister, Lev Ivanov (choreografie). TDK DVD Video, 2005 a Arthaus Musik, 2010
- Adolphe Adam – Giselle (La Scala, 2005): Svetlana Zakharova, Roberto Bolle (sólisté), Balet a orchestr divadla La Scala, David Coleman (dirigent), Jean Coralli a Jules Perrot (choreografie). TDK DVD Video, 2006 a Arthaus Musik, 2011
- Léo Delibes – Sylvia (Royal Ballet, 2005): Darcey Bussell, Roberto Bolle, Thiago Soares, Martin Harvey, Mara Galeazzi (sólisté), Orchestr Královské opery a Královský balet, Graham Bond (dirigent), Frederick Sahton (choreografie). Opus Arte, 2007 a BBC / Opus Arte, 2009 (blu-ray)
- Ludwig Minkus – La Bayadère (La Scala, 2006): Svetlana Zakharova, Roberto Bolle (sólisté), Orchestr, sbor a balet divadla La Scala, David Coleman (dirigent), Natalia Makarova (choreografie). TDK, 2007 a Arthaus Musik, 2012
- Felix Mendelssohn-Bartholdy - A Midsummer Night's Dream (La Scala, 2007): Alessandra Ferri, Massimo Murru, Roberto Bolle, Balet, sbor a orchestr divadla La Scala, Nir Kabaretti (dirigent), George Balanchine (choreografie). TDK, 2007 a Arthaus Musik 2010
- Tchaikovsky Gala – výběr z Labutího jezera, Šípkové Růženky, Louskáčka (La Scala, 2007): Roberto Bolle, Polina Semionova, Nadja Saidakova, Ronald Savkovic (sólisté), Balet a orchestr divadla La Scala, David Coleman (dirigent), Marius Petipa, Vladimir Bourmeister a Patrice Bart (choreografie). BelAir Classiques, 2008 (DVD i blu-ray)[28]
- My first Ballet Collection – výběr z inscenací různých souborů. Opus Arte, 2009
- Great Ballets of the Teatro alla Scala – souborné vydání titulů La Bayadère, Giselle, A Midsummer Night's Dream. TDK, 2009
- An Evening with the Royal Ballet – výběr z inscenací. Opus Arte, 2012

Opery
- Gioacchino Rossini – Moïse et Pharaon (La Scala, 2003): Riccardo Muti (dirigent), Ildar Abdrazakov (Mojžíš), Erwin Schrott (Faraón), Sonia Ganassi (Zinajda), Barbara Frittoli (Anaj); balet ve 3. dějství: Luciana Savignano (Isis), Roberto Bolle (Mojžíš), Desmond Richardson (Faraón). TDK, 2005 a Arthaus Musik, 2010[29]
- Giuseppe Verdi – Aida (2006): Riccardo Chailly (dirigent), Violeta Urmana (Aida), Roberto Alagna (Radames), Marco Spotti (Král), Ildiko Komlosi (Amneris), Giorgio Giuseppini (Ramfis); balet: Luciana Savignano, Roberto Bolle, Myrna Kamara. Decca, 2008[30]

Koncerty
- New Year's Concert 2004 (Teatro La Fenice): Lorin Maazel (dirigent), Stefania Bonfadelli (soprán), Roberto Aronica (tenor), Greta Hodgkinson a Roberto Bolle (taneční sólisté), Orchestr a sbor Divadla La Fenice. TDK DVD Video, 2004 a Arthaus Musik, 2011
- New Year's Concert 2006 (Teatro La Fenice): Kurt Masur (dirigent), Fiorenza Cedolins, Joseph Calleja, Roberto Scandiuzzi, Eleonora Abbagnato (sólo), Roberto Bolle (sólo). TDK DVD Video, 2006

### Ocenění
Za své taneční výkony obdržel řadu ocenění:
- Danza e Danza a Positano 1995 jako mladý talent za interpretaci italského klasického baletu[6]
- Gino Tani 1999 v Římě za vynikající prezentaci pohybového výrazu spojeného s oduševnělým projevem[6]
- Galileo (Pentagramma d'oro) 2000 ve Florencii[6]
- Danza e Danza 2001[6]
- Barocco 2001[6]
- Positano 2001[6]

## Jiné aktivity

### Modeling
Roberto Bolle je v baletním světe označován za vysokého a pohledného. Úspěšný je také jako model. Fotografka Annie Leibovitz s ním roku 2008 nafotila pro magazín Vogue sérii snímků inspirovaných příběhem Romea a Julie. V roce 2009 vyšla fotopublikace Roberto Bolle: An Athlete in Tights jako výsledek tříleté spolupráce s fotografem Brucem Weberem. Sám Bolle v rozhovoru pro magazín Chi uvedl, že jej Weber oslovil po jeho americkém vystoupení roku 2007 při rozlučkovém představení tanečnice Alessandry Ferri, která si jej pro tu příležitost vybrala za partnera.
Téhož roku a znovu v lednu 2013 se objevil na titulní straně italské mutace společenského magazínu Vanity Fair. V roce 2010 se spolu se supermodelkou Mariacarla Boscono stal tváří časopisu Hercules a Paolo Pellegrin jej fotil v budově La Scaly pro víkendový magazín New York Times. V březnu 2011 byl tváří magazínu GQ Style Italia na fotografiích Satoshi Saikusy.
Byl také modelem obchodních značek jako Salvatore Ferragamo, Gap nebo Longines.

### Dobročinnost
Roberto Bolle se věnuje také dobročinnosti. Od roku 1999 je „ambasadorem dobré vůle“ Dětského fondu OSN UNICEF. Na turínské zimní Olympiádě 2006 spustil kampaň, jejímž prostřednictvím bylo vybráno přes půl milionu euro na pomoc Súdánu. Téhož roku tam osobně přivezl šek s penězi.
Na jaře 2012 vystoupil v klipu kampaně Světového fondu na ochranu přírody „Hodina Země“, zaměřené na podporu informovanosti o současných klimatických změnách, propagaci energetických úspor a trvalé udržitelnosti. Klip byl natočen pro divadlo La Scala, které se ke kampani rovněž přidalo.

## Soukromý život
Mezi svými oblíbenými koníčky uvedl potápění, které si oblíbil na Filipínách v roce 1998.
Na stránkách časopisu Vanity Fair se svěřil, že je spíše plachý a rezervovaný.
Bulvární média spekulovala o jeho sexuální orientaci. Italský týdeník Chi v létě 2008 informoval o blízkém vztahu s bývalým modelem a majitelem dvou japonských restaurací v Neapoli Massimilianem Nerim. Bolle hovořil o „velkém porozumění“ mezi nimi, ale bez zmínky o homosexuáním vztahu. Vydání podzim/zima 2008 francouzského magazínu „Numéro Homme“ přineslo rozhovor, v němž na otázku po přijetí své homosexuality odpověděl: „V Itálii je stále silný vliv katolicismu. To není něco, co bych zrovna rozhlašoval po okolí.“ Dále uvedl, že plánuje adoptovat děti. Manželství mu prý evokuje veskrze heterosexuální instituci, existují však i jiné modely stejnopohlavních svazků. „Jisté je, že jsem pro rovná práva,“ uvedl. Když text počátkem roku 2009 citovala některá italská média, včetně vyjadřované podpory ze strany italské gay organizace Arcigay, Bolle svůj výrok oficiálně dementoval a vysvětlil jej svojí špatnou francouzštinou. Na jaře 2011 v rozhovoru pro italský magazín Gioia uvedl k fascinaci svou orientací, že skutečně velký umělec si může dovolit být nad věcí. „Nehodlám této zvědavosti vyhovět a na drby nereaguji.“ Vyjádřil nesouhlas s postojem gay hnutí, že by veřejné osobnosti měly svou odlišnost odhalit: „Narušování soukromí je prostě hrubostí. Toť vše.“